# YUI
Pour les articles homonymes, voir Yui.
YUI, nom de scène de Yui Yoshioka (吉岡唯, Yoshioka Yui), née le 26 mars 1987 à Fukuoka, au Japon, est une chanteuse de rock et de J-pop, musicienne et auteur, qui débute en 2004. Elle a également joué le rôle principal du film Taiyō no Uta en 2006. En 2013, elle met sa carrière solo en pause pour chanter au sein d'un groupe, Flower-Flower.

## Biographie
YUI commença à écrire des poèmes très jeune. À l'âge de seize ans, suivant la recommandation de sa mère, elle commença à écrire des chansons et à étudier la guitare dans une école de musique privée dans sa ville natale Fukuoka. Aspirant à devenir professionnelle, elle emmenait sa guitare et chantait sur les places locales comme les bords de mer de Shingū, et au milieu des champs de riz de Kaminofu. Bien qu'elle se sente souvent mal à l'aise quand elle parle aux gens, cela ne l'empêche pas d'aimer discuter avec ses spectateurs dans le district de Tenjin à Fukuoka.
Sa carrière professionnelle débuta en mars 2004, en chantant trois chansons lors d'une audition organisée par Sony Music Japan, bien que les règles de l'audition stipulaient qu'un participant ne pouvait chanter que deux chansons. Tous les juges lui donnèrent le score le plus haut possible.
Elle partit ensuite pour Tokyo en vue d'effectuer des enregistrements avec le label gr8! Records, elle créa par la suite son premier album, From Me To You.
YUI a également joué le rôle principal du film Taiyō no Uta (Midnight Sun) sorti le 17 juin 2006, celui d'une jeune auteur-interprète. Le 5e single de Yui intitulé Good-Bye Days a été écrit pour ce film, vendu à plus de 200 000 exemplaires. Son 8e single Rolling Star fut quant à lui conçu lui pour l'anime Bleach (5e opening). Son second album Can't Buy My Love est resté pendant deux semaines en 1re place, et a battu les records de vente de son album précédent en seulement une semaine ; il a été vendu à plus de 500 000 exemplaires.
Son 9e single My Generation/Understand est sorti le 13 juin 2007, My Generation est le générique du drama Seito Shokun!! et Understand celui du film Sidecar ni Inu.
Son 10e single Love & Truth est sorti le 26 septembre 2007. Le single suivant, Again, est le premier opening de la seconde version de l'animé Fullmetal Alchemist, Fullmetal Alchemist: Brotherhood, sortie en avril 2009.
Après le single Gloria sorti en janvier 2010, To Mother sortit le 2 juin 2010.
Sur les 6 albums sortit à ce jour de la jeune chanteuse, hormis le second, ils sont tous certifiés disque de platine . Le second, lui, est certifié disque de diamant.
Fin 2012, elle annonce mettre sa carrière solo en pause ; elle rejoint en fait incognito un nouveau groupe, Flower-Flower, en tant que chanteuse-guitariste.
Le 17 avril 2015, elle annonce par le biais du blog officiel de Flower-Flower s'être mariée et être enceinte, elle accouche en octobre de jumeaux.
Elle annonce en août 2017 avoir divorcé.

## Discographie

### Albums
- 22 février 2006 : From Me to You
- 4 avril 2007 : Can't Buy My Love
- 9 avril 2008 : I Loved Yesterday (vendu à 475 709 exemplaires)[réf. nécessaire]
- 12 novembre 2008 : My short stories
- 14 juillet 2010 : Holidays in the Sun
- 2 novembre 2011 : How Crazy Your Love
- 24 février 2021 : Natural

Album hommage
- 24 octobre 2012 : She Loves You

### Compilations
- 12 novembre 2008 : My Short Stories (vendu à 237 987 exemplaires)[réf. nécessaire]
- 5 décembre 2012 : Orange Garden Pop
- 5 décembre 2012 : Green Garden Pop

### Singles
- 24 décembre 2004 : It's Happy Line (indépendant)
- 23 février 2005 : Feel My Soul
- 22 juin 2005 : Tomorrow’s Way
- 9 novembre 2005 : Life (ending 5 Bleach)
- 18 janvier 2006 : Tokyo
- 14 juin 2006 : Good-bye Days
- 20 septembre 2006 : I Remember You
- 17 janvier 2007 : Rolling Star (opening 5 Bleach)
- 7 mars 2007 : CHE.R.RY
- 13 juin 2007 : My Generation / Understand
- 26 septembre 2007 : Love & Truth
- 27 février 2008 : Namidairo (vendu à 115 168 ex.)
- 2 juillet 2008 : Summer Song (vendu à 116 227 ex.)
- 3 juin 2009 : Again (opening 1 Fullmetal Alchemist: Brotherhood)
- 7 octobre 2009 : It's all Too Much / Never Say Die
- 20 janvier 2010 : Gloria
- 2 juin 2010 : To Mother
- 24 novembre 2010 : Rain
- 26 janvier 2011 : It's My Life / Your Heaven
- 1er juin 2011 :  Hello - Paradise Kiss
- 5 octobre 2011 :  Green A.live
- 5 septembre 2012 : Fight

### DVD
- 14 novembre 2007 : Thank You My Teens
- 09 mars 2011 : Hotel Holidays In The Sun
- 28 mars 2012 : Cruising ~HOW CRAZY YOUR LOVE~

## Filmographie et Drama
- 2006 : Taiyō no Uta (alias Midnight Sun), dans le rôle de Kaoru Amane.
- 2011 : Kaitō Royale (ep 9)

## Récompenses et nominations
| Année | Nomination          | Award                                                                    | Résultat   |
| ----- | ------------------- | ------------------------------------------------------------------------ | ---------- |
| 2007  | Elle-même           | 20th Japan Gold Disc Awards: Artist of the Year                          | Nomination |
| 2007  | Elle-même           | 30th Japan Academy Prize: Rookie of Year                                 | Lauréat    |
| 2007  | Good-bye Days       | MTV Video Music Awards Japan: Best Video From a Film (from Midnight Sun) | Nomination |
| 2008  | Elle-même           | MTV Student Voice Award 2008: Best Artist                                | Lauréat    |
| 2008  | Love & Truth        | MTV Video Music Awards Japan: Best Pop Video                             | Nomination |
| 2008  | Love & Truth        | MTV Video Music Awards Japan: Best Video From a Film (from Closed Note)  | Nomination |
| 2008  | My Generation       | Space Shower Music Video Awards 08: Best Pop Video                       | Lauréat    |
| 2010  | Gloria              | 1st Brazil's J-Station Music Awards: Hit of The Year                     | Lauréat    |
| 2011  | Rain                | MTV Video Music Awards Japan: Best Female Video                          | Nomination |
| 2011  | Holidays in the Sun | MTV Video Music Awards Japan: Best Album of the Year                     | Nomination |

## Liens
- (ja) Site officiel